# Americijum(III) fluorid
Americijum(III) fluorid ili americijum trifluorid je hemijsko jedinjenje koje se sastoji od americijuma i fluora. Njegova formula je AmF3.